# John Park (Politiker)

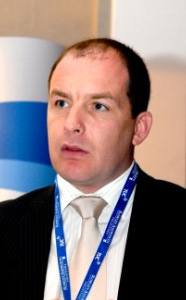
John Park

John Park (* 14. September 1973) ist ein schottischer Politiker und Mitglied der Labour-Party.

## Leben
Park besuchte die Blacklaw Primary School und die Woodmill High School. Im Alter von 15 Jahren begann er eine Lehre als Elektriker bei der Werft in Rosyth (Rosyth Dockyard). Er besuchte das Fife College und später das Lauder College. Zwischen 1998 und 2001 fungierte Park als Gewerkschaftssprecher bei den Rosyth Dockyards zwischen 2004 und 2007 als stellvertretender Sprecher des schottischen Gewerkschaftskongresses.

## Politischer Werdegang
Erstmals kandidierte Park bei den Schottischen Parlamentswahlen 2007 auf der Regionalliste der Region Mid Scotland and Fife bei nationalen Wahlen und erlangte einen Sitz im Schottischen Parlament. Bei den Parlamentswahlen 2011 wurde Park für eine weitere Amtszeit für die Wahlregion Mid Scotland and Fife gewählt. Park war Mitglied des Schattenkabinetts der Labour Party für wechselnde Ministerposten und Parlamentarischer Geschäftsführer der Labour-Fraktion im Schottischen Parlament. Im Dezember 2012 gab John Park jedoch sein Mandat zurück, um sich auf seine Gewerkschaftstätigkeit zu konzentrieren. Jayne Baxter rückte als nächstplatzierte Listenkandidatin nach und wurde am 11. Dezember im schottischen Parlament eingeschworen.